# 杉原 (小惑星)
杉原（すぎはら、25893 Sugihara）は小惑星帯に位置する小惑星。香港生まれのカナダの天文学者、William Kwong Yu Yeung（中国名：楊光宇）がアメリカ合衆国アリゾナ州のデザート・ビーバー天文台で発見した。
日本の外交官で、第二次世界大戦中に通過査証を発給することでナチス・ドイツによる迫害から約6,000人ものユダヤ人を救った杉原千畝に因んで命名された。